# Loulou Boulaz

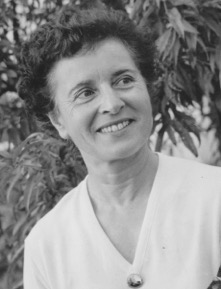
Loulou Boulaz 1959

Louise «Loulou» Boulaz (* 6. Februar 1908 in Avenches; † 13. Juni 1991 in Genf) war eine der ersten Extrembergsteigerinnen der Schweiz und Skirennfahrerin.

## Leben

### Herkunft und Jugend
Loulou Boulaz stammte aus Genf, ihr Vater war Karosseriemechaniker und immer wieder arbeitslos. Ihre Mutter verlor durch die Heirat ihre Stelle als Lehrerin (Lehrerinnenzölibat) und führte danach ein Café. Boulaz besuchte eine Handelsschule, danach arbeitete sie als Journalistin und Übersetzerin. Aufgrund ihrer Sprachkenntnisse erhielt sie eine Anstellung im Bundeshaus in Bern, die sie allerdings im Zweiten Weltkrieg aufgrund ihres politischen Engagements wieder verlor. Sie stand der Arbeiterbewegung nahe, verortete sich politisch eher links und gehörte der Frauenbewegung «Attaque» an. Später arbeitete sie lange Jahre für die Internationale Arbeitsorganisation in Genf. Nach ihrer Pensionierung studierte sie Geschichte und Soziologie. Sie starb am 13. Juni 1991 im Alter von 83 Jahren in Genf.

### Bergsteigerin und Alpinistin
Bereits als Jugendliche war Loulou Boulaz sportbegeistert, sie trat früh in den Verein «Fémina Sport» und in einen Skiclub ein. Eine Freundin aus dem Skiclub begeisterte sie für das Klettern; ihre ersten Begehungen waren am Mont Salève. Der neue Sport begeisterte sie sehr, obwohl es ihr schwerfiel, Kletterpartner zu finden: Es gab nur wenige Männer, die sie als gleichberechtigte Kletterpartnerin akzeptierten. Im Kreis der Genfer Kletterer traf sie auf Lucie Durand, mit der sie eine erfolgreiche Frauenseilschaft bildete und zahlreiche Touren im Mont-Blanc-Gebiet und im Berner Oberland beging. Mit der Solothurnerin Mäusi Lüthy durchstieg Boulaz als erste Frauenseilschaft die Wetterhorn-Nordwand.
Boulaz wagte sich an die grossen Wände der Alpen, ihre Spezialität waren Nordwände. Schlagzeilen machte ihr Versuch an der Eiger-Nordwand vom 20. Juli 1937 mit Pierre Bonnant. Der Versuch misslang, brachte Boulaz aber einen hohen Bekanntheitsgrad, allerdings keinen positiven: sie wurde für verrückt gehalten und man prophezeite ihr kein langes Leben. Auch damals wurden Frauen weitaus kritischer betrachtet als Männer. Auch ihr vierter Versuch an der Eigerwand mit Michel Vaucher, Yvette Vaucher und Michel Darbellay endete 1962 mit einem spektakulären Rückzug von der Rampe.
Schwierige Touren unternahm sie u. a. mit Raymond Lambert und ihrem Lebenspartner Pierre Bonnant, dem bei der gemeinsamen Besteigung des Walkerpfeilers 1952 beide Füsse erfroren. Zu ihren wichtigsten Unternehmungen gehören die Nordwand der Aiguille du Plan, der Südgrat der Aiguille Noire de Peuterey, die Poire und die Sentielle Rouge am Mont Blanc, vier Routen an der Aiguille Verte, die Südwand des Grand Capucin, der Furggengrat am Matterhorn, Jungfrau- und Schreckhorn-Nordwand sowie die Südwände der Meije und der Marmolata. Ihre wichtigste Erstbegehung war die Zinalrothorn-Nordwand.
Auch an grosse Expeditionen in den Kaukasus und den Himalaya nahm sie teil, insbesondere an der tragisch verlaufenen Frauenexpedition zum Cho Oyu von 1959, bei der zwei Frauen und drei Sherpas in einer Lawine umkamen. Bis ins hohe Alter kletterte sie schwierigste Routen, so z. B. mit 61 Jahren gemeinsam mit Yvette Vaucher als erste Frauenseilschaft durch die Nordostwand der Badile, eine der schweren, klassischen Routen.
Als zierliche Frau von nur 1,53 m Körpergrösse trainierte sie viel. Sie betrachtete das Bergsteigen – entgegen dem Zeitgeist – weniger als Heldentat, sondern recht nüchtern als sportliche Aktivität und war eine Verfechterin des Sportgedankens am Berg. Zu dieser Zeit neigten viele Bergsteiger dazu, Alpinismus über die sportliche Tätigkeit zu erheben und als Abenteuer zu verklären. Auch mit dieser Einstellung war Boulaz ihrer Zeit bereits weit voraus. Laut Rita Christen, die den Schweizer Bergführerverband vorsteht, hat Boulaz in ihrer Zeit schwerste Touren gemacht und den Bergsport mit einer feministischen Einstellung verbunden.
Sie war Ehrenmitglied der Sektion Genf des Schweizer Alpen-Clubs und erhielt 1960 auch die Ehrenmitgliedschaft des britischen Alpine Club, der 1857 in London gegründet wurde und damit der älteste Bergsteigerverband ist.

### Skirennläuferin
Von 1936 bis 1941 gehörte Boulaz der Schweizer Ski-Nationalmannschaft an und erreichte 1937 in Chamonix bei den Weltmeisterschaften den vierten Rang im Slalom.

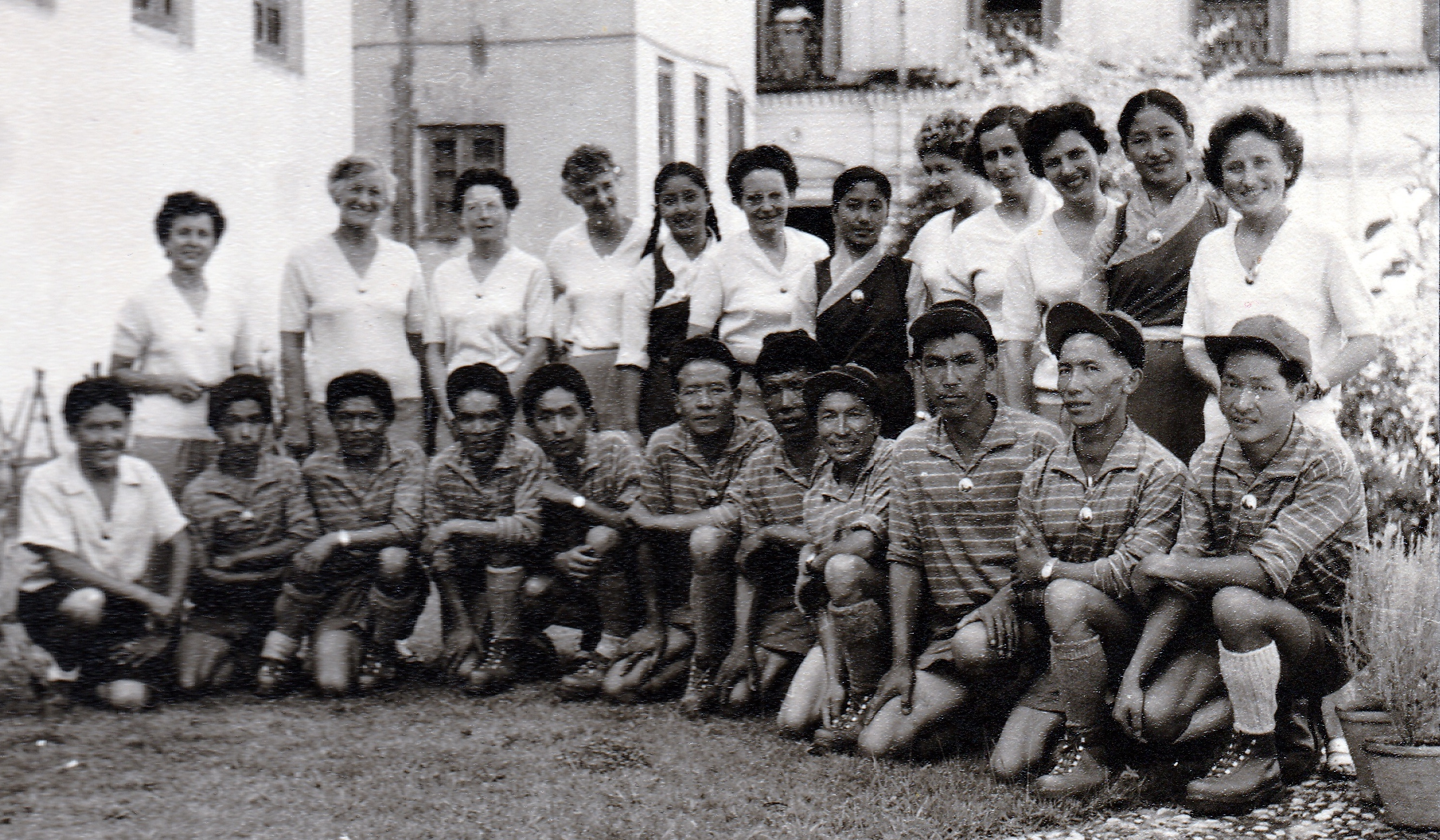
Frauenexpedition in Nepal 1959
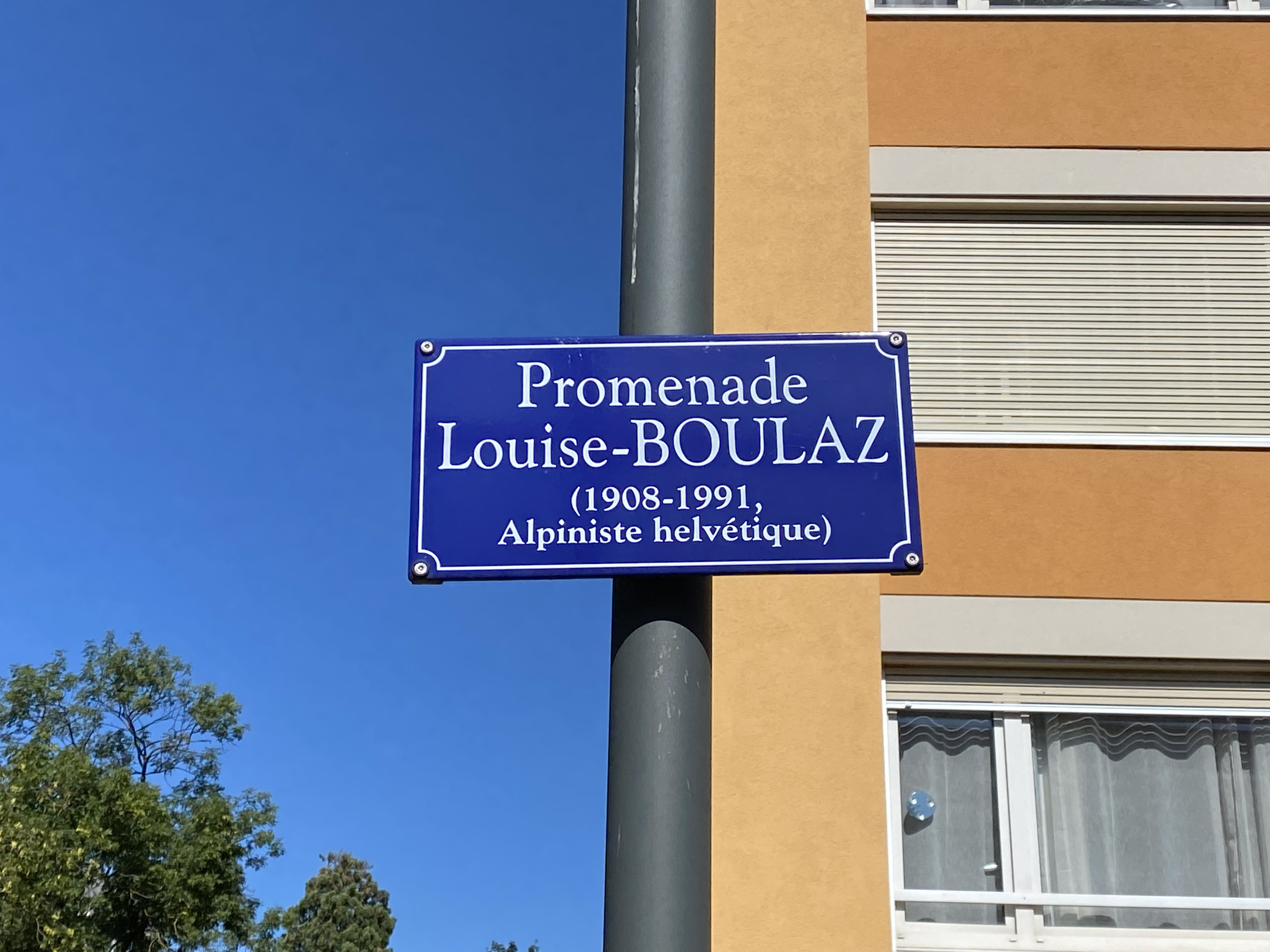
Gedenken an Loulou Boulaz in Genf
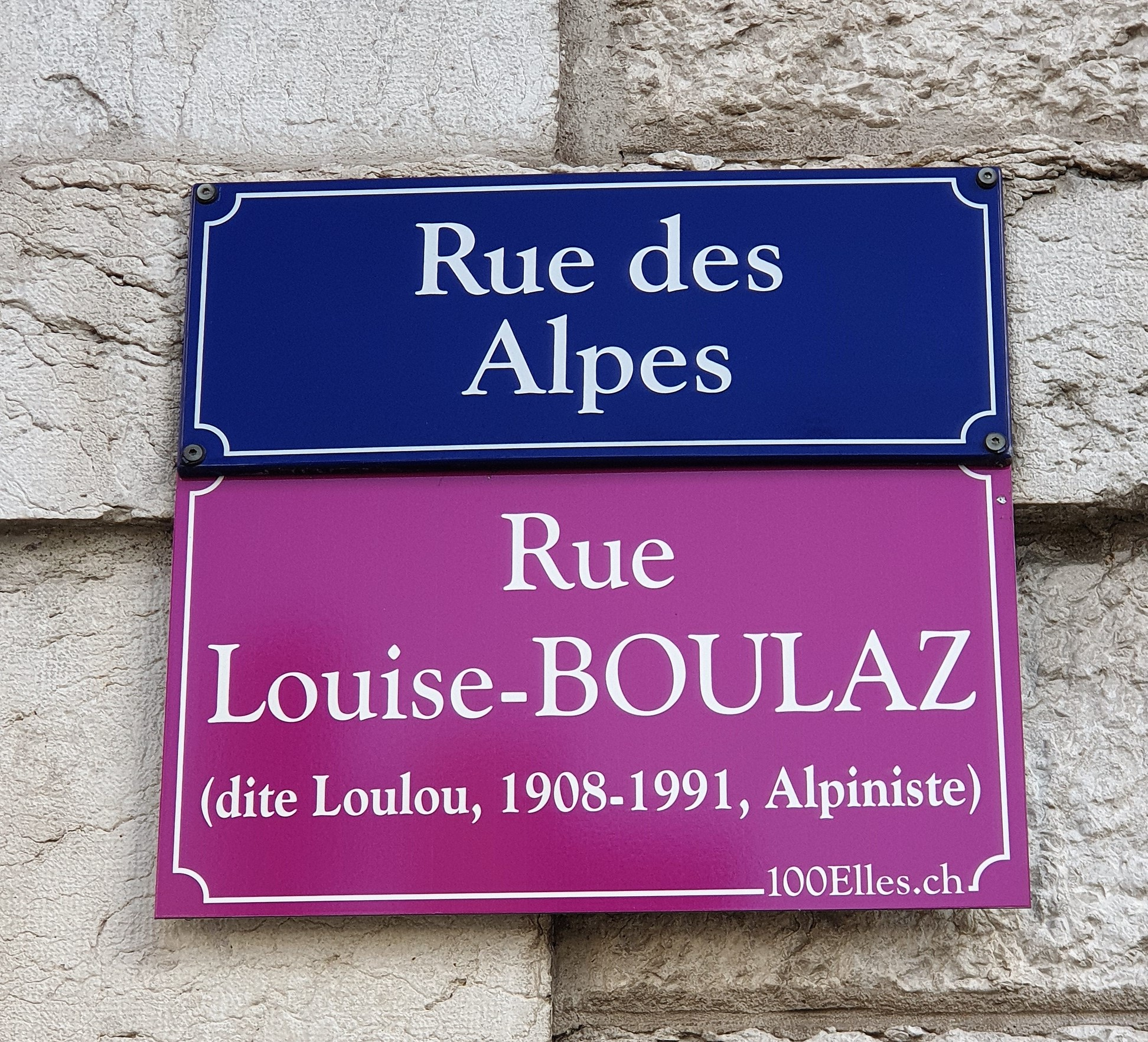
Gedenken an Loulou Boulaz durch Benennung einer Strasse

## Wichtige Begehungen (Auswahl)
- 1933: Dent du Géant Südwestwand. Erste Damenbegehung.
- 1935: Aiguille Noire de Peuterey Südgrat. Erste Damenbegehung.
- 1935: Grandes Jorasses Nordwand, Crozpfeiler. Zweitbegehung, erste Damenbegehung.
- 1935: Petit Dru Nordwand. Zweitbegehung, erste Damenbegehung.
- 1938: Bec d’Oiseau Ostwand, Erstbegehung.
- 1940: (1. August) Studerhorn Nordwand. Erstbegehung mit Pierre Bonnant.
- 1949: Mont Blanc Brenvaflanke, Poire. Drittbegehung, erste Damenbegehung.
- 1952: Grande Jorasses, Walkerpfeiler. Erste Damenbegehung.